# ZigZag (журнал)
ZigZag — британский журнал о рок-музыке, основанный Питом Фреймом в 1969 году. На страницах издания публиковались интервью, статьи, «генеалогические древа рока» и колонки американских авторов песен (где обсуждалось написание песен), таких как Майкл Несмит, Микки Ньюбери, Джин Кларк и др. Журнал публиковался в различных форматах до 1986 года.

## История
Создателем и редактором журнала был Питер Фрейм (редактировал первые 29 номеров до февраля 1973 года). Впоследствии Фрейм заметил: «Ни одна из английских музыкальных газет не писала о музыке, которая бы нравилась мне. Все они были сосредоточены на популярных исполнителях, но меня интересовала андеграундная сцена. Поэтому я решил создать журнал для людей, которым нравилась та же музыка, что и мне. Я назвал его „ZigZag“ в честь трека Капитана Бифхарта „Zigzag Wanderer“, а также сигаретной бумаги, которая использовалась для скручивания косяков».
Одним из самобытных особенностей журнала были «генеалогические древа рока» придуманные Питом Фреймом. Их первые, упрощённые версии, появились в номере № 14 (август 1970 года) и выпуске № 17 (декабрь 1970 — январь 1971 года) посвящённые The Byrds и Джону Мейоллу соответственно. Первое «генеалогическое древо рока», представленное в формате ставшим известным как «Frame», фигурировало в номере № 21 (июль 1971 года) и было посвящено Элу Куперу.
Вскоре после запуска журнала к его коллективу присоединился Джон Тоблер. Он начал писать статьи начиная со второго номера, под псевдонимом John HT (его полное имя — Джон Хьюген-Тоблер). Однако с шестнадцатого номера журнала (октябрь 1970 г.) вернулся к своему обычному имени.
Пережив первое закрытие ZigZag сменил владельца (им стал Тони Стрэттон-Смит, основатель Charisma Records), и с января 1974 года стал выходить ежемесячно, в нём даже появилась цветная полиграфия. Стрэттон-Смит также профинансировал The Amazing ZigZag Concert — мероприятия в честь пятой годовщины запуска журнала, которое состоялось 28 апреля 1974 года. Номера с № 30 (март 1973 года) по № 40 (апрель 1974 года) редактировал Коннор Макнайт. Начиная с № 42 (июнь 1974 года) редактором журнала стал Энди Чайлдс, проработав в этой должности примерно на 18 месяцев. Энди Чайлдс также был создателем собственного фэнзина под названием Fat Angel.

## Период панк-рока
В середине 1970-х редакция журнала сделала акцент на набирающие популярность британские музыкальные жанры, такие как паб-рок и ранний панк-рок (Dr. Feelgood, The Stranglers). Начиная с № 58 номера (март 1976 год) и до выпуска № 74 (июль 1977 год) главным редактором вновь стал Пит Фрейм. За исключением трех номеров, редактором которых был Пол Кендалл.
Назначенный редактором в августе 1977 года, Крис Нидс кардинально сменил тематическое направление журнала полностью посвятив его панк-року. Примерно в это же время Пит Фрейм дистанцировался от работы в ZigZag и опубликовал первую книгу из своей знаменитой серии «генеалогические древа рока», в которой прослеживались карьеры известных представителей мира рок-музыки. В конце 1970-х ZigZag начал одним из первых публиковать материалы про таких исполнителей, как  Иэн Дьюри, Buzzcocks, Sex Pistols, The Clash, Blondie, а также Патрик Фицджеральд и Gruppo Sportivo.
ZigZag продолжал издаваться под шефством Нидса до конца 1981 года, после чего обязанности редактора перешли к Мику Мерсеру. В апреле 1982 года по адресу Грет-вестерн-роуд, дом 22-24 открылся концертный зал ZigZag Club. Однако, к концу года он был упразднён. В 1983 году журнал приостанавливал работу на несколько месяцев, вернувшись в печать в октябре (вновь с Миком Мерсером в качестве редактора). В этот период тематический акцент издания был смещён на жанры пост-панка и ранней готики. ZigZag прекратил выходить в январе 1986 года, за всё время существование было выпущено около 140 номеров.
В июне 1990 года была неудачная попытка перезапустить журнал (выпустили всего один номер). ZigZag был выкуплен в июле 1988 года компанией Northern & Shell, которая объединила его с названием музыкального оборудования «one two testing». Джим Магуайр, который был бизнес-менеджером ZigZag в 1970-х годах, убедил Ричарда Десмонда (Northern & Shell) продать ему бренд. Магуайер имел солидный издательский договор с EMAP. Но EMAP закрыл ZigZag всего после одного номера, вместо этого, через несколько месяцев, запустив абсолютно новый рок-еженедельник под названием Mojo.